# 보은 속리산 금강골 쌍탑
보은 속리산 금강골 쌍탑(報恩 俗離山 錦剛谷 雙塔)은 충청북도 보은군 속리산면, 속리산 금강골 절터의 동쪽 암반 위에 동서로 서 있는 2기의 탑이다. 2000년 9월 15일 충청북도의 유형문화재 제200호로 지정되었다.

## 개요
속리산 금강골 절터의 동쪽 암반 위에 동서로 서 있는 2기의 탑으로, 무너져 있던 것을 1997년에 복원해 놓았다.
서로 같은 양식을 하고 있어서, 2층 기단(基壇) 위에 3층을 이루는 탑신(塔身)을 올린 일반적인 모습이다. 위·아래층 기단에는 모두 기둥 모양을 새겼으며, 특히 아래층 기단에는 안상(眼象)을 얕게 새겨 놓았다. 탑신의 각 몸돌에도 기둥 모양의 조각을 두었다. 지붕돌은 네 귀퉁이가 경쾌하게 치켜올라 갔으며, 밑면에 4단의 받침을 두었다.
탑으로부터 동남쪽으로 약 50m아래 계곡에 옛 암자터가 있는데 그 곳에서 발견된 기와조각들이 전형적인 고려시대의 것이고, 탑의 각 부분에 새긴 조각을 보아도 이 탑은 고려시대의 것으로 보인다.

## 참고 자료
- 보은 속리산 금강골 쌍탑 - 국가유산청 국가유산포털